# Keszler György
Keszler György (Lánycsók, 1936. január 17. – 2017. február 11.) magyar fagottművész- és tanár. 

## Életpályája
1959–1966 között a Pécsi Nemzeti Színház zenekarának tagja volt. 1960-ban érettségizett a Pécsi Művészeti Gimnáziumban. 1963-ban végzett a Liszt Ferenc Zeneművészeti Főiskola hallgatójaként. 1965–1987 között a Pécsi Zeneművészeti Szakközépiskola tanára volt. 1966–1996 között a Magyar Állami Operaház zenekarának tagja volt. 1987–2007 között a Liszt Ferenc Zeneművészeti Egyetem Tanárképző Intézet, majd 2007-től a Liszt Ferenc Zeneművészeti Egyetem Fagott Tanszék fagott főiskolai docense volt.
Temetése a Farkasréti temetőben történt.

## Díjai
- Bartók Béla–Pásztory Ditta-díj
- Artisjus-díj (2007)[4]